# Cinnamomum microphyllum
Cinnamomum microphyllum är en lagerväxtart som beskrevs av Henry Nicholas Ridley. Cinnamomum microphyllum ingår i släktet Cinnamomum och familjen lagerväxter. Inga underarter finns listade i Catalogue of Life.